# 上海六里现代生活园区
上海六里现代生活园区成立于1995年5月，是浦东新区成立初期设立的7个市级功能开发区之一。它位于浦东中西部，北至高科西路，东至锦绣路，南至川杨河，西邻杨高南路，是浦东改革开放初期现代生活开的试点单位，标志着浦东开发开放进入了功能配套发展的新阶段。